# 30 безумных желаний
30 безумных желаний (англ. Then Came You) — американский романтический комедийно-драматический фильм 2018 года режиссера Питера Хатчингса, снятый по сценарию Фергала Рока. В нем снялись Эйса Баттерфилд, Мэйси Уильямс, Нина Добрев, Тайлер Хеклин, Дэвид Кокнер, Кен Джонг и Пейтон Рой Лист.

## Сюжет
Скай Эйткен — девушка-подросток, которая узнает про свою последнюю стадию рака, и ей осталось мало времени. Келвин Льюис — молодой человек, который работает в аэропорту грузчиком багажа вместе со своим отцом и старшим братом Фрэнком. Келвин влюблен в стюардессу Иззи, но он стесняется начать общение с ней. Келвин избегает людей из-за своего страха — ему кажется, что он умирает. Врач считает его ипохондриком, хотя Келвин отрицает. По совету врача он начинает посещать группу поддержки для онкобольных.
На встрече Келвин встречает Скай, которая сразу начинает им интересоваться. Он делает много тщетных попыток объяснить Скай, что у него нет рака. Они быстро становятся друзьями. Келвин начинает помогать Скай закончить свой список вещей, которые она должна сделать перед смертью. Сначала Келвина раздражала непредсказуемое поведение новой подруги, но в конце концов признается, что ему нравится быть ее другом и даже скучает по ней, когда ее нет рядом. Скай идет на вечеринку с Келвином, где она становится свидетелем, как с Уиллом, в которого она влюблена, флиртует ее подруга. Келвин и Скай все больше времени проводят вместе и парень медленно преодолевает свой страх смерти.
Скай устраивает свидание для Келвина с Иззи, во время которой она сообщает Иззи, что у Келвина тоже рак. Иззи с пониманием относится к болезни и начинает уделять ему больше внимания. Скай догадывалась об отсутствии болезни у Келвина, а он колеблется рассказать правду, поскольку переживает, что она любит его из-за рака. Скай узнает, что мать Келвина «закрылась» после смерти его сестры-близняшки в автокатастрофе, когда ей было 8 лет. Келвин на свидании признается Иззи, что у него нет рака, но она расходится с ним из-за лжи. Скай решает потерять свою девственность с Вилли.
Келвин становится депрессивным после разрыва, поэтому перестает ходить на работу, но отец убеждает его вернуться. В то же время Скай признается Келвину, что потеря девственности с Уиллом разочаровала ее, ибо это произошло быстро. Скай отправляют в больницу, у Люси начинаются роды. Фрэнк и Люси предлагают Скай и Келвину стать крестными родителями ребенка. У Келвина случается паническая атака, Фрэнк помогает ему успокоиться и напоминает, что Скай все еще требует того, чтобы он был с ней.
Келвин прилагает усилия, чтобы помочь Скай закончить остальные дела, привлекая родителей Иззи и Скай. Келвин признается Скай, что он перестал праздновать дни рождения ради матери после смерти сестры-близняшки. После смерти Скай Келвин начинает получать поздравительные открытки от нее, как компенсацию дней рождений, которые он не праздновал. Он наконец находит мужество и решает совершить путешествие на самолете. Во время взлета Иззи и Келвин постоянно контактируют глазами друг с другом, что возможно говорит об их примирении.